# اروپلن جلی
اروپلن جلی (انگلیسی: Aeroplane Jelly) شرکت صنایع غذایی استرالیایی است، که در سال ۱۹۲۷ تأسیس شد.